# Іловка (Алексєєвський район)
І́ловка (рос. Иловка) — село в Алексєєвському районі Бєлгородської області, Росія.
Село розташоване за 9 км на північ від міста Алексєєвка.
Населення села становить 3 266 осіб (2002).
На території села знаходяться декілька ставків, які використовуються для риборозведення. На західній околиці — глиняні кар'єри.